# Qazāghī
Qazāghī (persiska: Qazāqī, قزاغی) är en ort i Iran.   Den ligger i provinsen Nordkhorasan, i den nordöstra delen av landet, 600 km öster om huvudstaden Teheran. Qazāghī ligger 1 344 meter över havet och antalet invånare är 329.
Terrängen runt Qazāghī är varierad. Runt Qazāghī är det ganska glesbefolkat, med 30 invånare per kvadratkilometer. Närmaste större samhälle är Esfarāyen, 4,4 km sydväst om Qazāghī. Trakten runt Qazāghī består i huvudsak av gräsmarker.